# Ptolemeu de Xipre
Ptolemeu de Xipre (en grec antic Πτολεμαῖος) anomenat Νόθος ("Nothos") que vol dir bastard (mort l'any 58 aC) fou rei de Xipre del 80 aC al 58 aC. Era fill il·legítim de Ptolemeu IX Làtir i germà petit de Ptolemeu XII Auletes, igualment fill il·legítim. A la mort del seu pare va rebre el regne de Xipre sense oposició, ja que ràpidament Auletes va aconseguir el tron d'Egipte.
Ptolemeu no va demanar confirmació de la sobirania a Roma, cosa que alguns van veure com una ofensa. El governador de Cilícia Quint Marci Rex, cap a l'any 70 aC, va nomenar comandant de la flota a son cunyat Publi Clodi Pulcre, i quan aquest va caure en mans dels pirates cilicis, el rei de Xipre no va fer cap pas per pagar el seu rescat, i des de llavors Clodi li va guardar rancúnia permanent, segons diu Estrabó. A pesar d'això, Ptolemeu va regnar en pau i en cooperació amb els romans.
El 59 aC Clodi va ser elegit tribú de la plebs, després de renunciar al patriciat (els patricis no eren elegibles per aquest càrrec) el que li va assegurar el màxim poder a Roma. El 58 aC va fer aprovar una llei que confiscava el regne de Xipre i els tresors del rei i convertia l'illa en una província romana. Cató el jove va ser enviat a l'illa per executar el decret i va avisar el rei, que era a Rodes, amb una còpia del decret, i li va oferir la seva seguretat personal, el càrrec de gran sacerdot de Pafos, i una bona pensió. Però Ptolemeu, en veure que no podia fer front a les forces romanes,en una mostra de dignitat va preferir el suïcidi. Gai Vel·lei Patèrcul diu que Ptolemeu era un home que tenia tota mena de vicis, però sembla segur que l'interès dels romans venia de les immenses riqueses que posseïa, i els vicis només eren un pretext.